# Tsento Gewog
Tsento (Dzongkha: བཙན་ཏོ་) ist einer von zehn Gewogs (Blöcke) des Dzongkhags Paro im Westen Bhutans. 
Tsento Gewog ist wiederum eingeteilt in fünf Chiwogs (Wahlkreise). Laut der Volkszählung von 2005 leben in diesem Gewog 5253 Menschen auf einer Fläche von 598 km², die in 18 (nach Zählung der Wahlkommission 20) Dörfern bzw. Weilern in etwa 905 Haushalten leben. 
Der Gewog Tsento erstreckt sich über Höhenlagen zwischen 2000 und 5210 m und befindet sich im Norden des Distrikt Paro. In ihrem Internetauftritt gibt die Dzongkhag Administration eine Fläche von 575 km² an.
Tsento ist damit der flächenmäßig größte Gewog im Distrikt Paro. Er ist zu 44 % mit Wald bedeckt. 
An staatlichen Einrichtungen gibt es neben der Gewog Verwaltung, 
drei medizinische Beratungsstellen (Outreach Clinics) 
und ein Büro zur Entwicklung erneuerbarer natürlicher Ressourcen (RNR, Renewable Natural Resource centre), 16 Dörfer
werden vom Mobilfunknetz abgedeckt. Zu den Schulen im Gewog zählen zwei Grundschulen und zwei weiterführende Schule, eine Lower Secondary School und eine Higher Secondary School.
Ihr Auskommen hat die Bevölkerung von Tsento Gewog hauptsächlich durch Ackerbau und Viehzucht. Auf bewässerten Feldern werden überwiegend Reis und Weizen angebaut,  in Trockenbewirtschaftung vornehmlich Äpfel. Yaks und heimischen Rinderarten dominieren den Viehbestand.
Insgesamt gibt es in diesem Gewog 18 buddhistische Tempel (Lhakhangs),
die sich in Staats-, Gemeinde- oder Privatbesitz befinden.
| Chiwog                          | Dörfer bzw. Weiler |
| ------------------------------- | ------------------ |
| Soe Yagsa སྲོལ་_གཡག་ས་            | Soe Domzag         |
| Soe Yagsa སྲོལ་_གཡག་ས་            | Soe Yagsa          |
| Soe Yagsa སྲོལ་_གཡག་ས་            | Yagsa              |
| Mitshig Shana མི་ཚིག་_ཤ་ན་        | Shana              |
| Mitshig Shana མི་ཚིག་_ཤ་ན་        | Chuyul             |
| Mitshig Shana མི་ཚིག་_ཤ་ན་        | Lemdo              |
| Mitshig Shana མི་ཚིག་_ཤ་ན་        | Mitshig            |
| Chhungjey Zamsar ཆུང་རྗེས་_ཟམ་སར་  | Chhungjey          |
| Chhungjey Zamsar ཆུང་རྗེས་_ཟམ་སར་  | Zamsar             |
| Chhungjey Zamsar ཆུང་རྗེས་_ཟམ་སར་  | Lemgoen            |
| Nyamjey Phangdo ཉམས་རྗེས་_འཕང་དོག་ | Chhoeding          |
| Nyamjey Phangdo ཉམས་རྗེས་_འཕང་དོག་ | Nyamjey            |
| Nyamjey Phangdo ཉམས་རྗེས་_འཕང་དོག་ | Phangdo            |
| Nyamjey Phangdo ཉམས་རྗེས་_འཕང་དོག་ | Jiutsaphu          |
| Nyamjey Phangdo ཉམས་རྗེས་_འཕང་དོག་ | Tshenshi           |
| Nyechhu Shar-ri ཉེས་ཆུ་_ཤར་རི་     | Nyechhu            |
| Nyechhu Shar-ri ཉེས་ཆུ་_ཤར་རི་     | Shar-ri (Tsento)   |
| Nyechhu Shar-ri ཉེས་ཆུ་_ཤར་རི་     | Tagtshang          |
| Nyechhu Shar-ri ཉེས་ཆུ་_ཤར་རི་     | Tsatsam            |
| Nyechhu Shar-ri ཉེས་ཆུ་_ཤར་རི་     | Nyamed             |